# Saguinus graellsi
Il tamarino di Graells (Saguinus graellsi Jimenez de la Espada, 1870) è un primate platirrino della famiglia dei Callitricidi.
Vive nella foresta pluviale secondaria dell'area di confine fra Colombia, Ecuador e Perù.
Veniva un tempo considerata una sottospecie di Saguinus nigricollis (S. nigricollis graellsi).
Misura circa 60 cm di lunghezza. Il pelo è uniformemente nero, con sfumature brune su sopracciglia e tempie e poi a guisa di striature sui fianchi: sul muso il pelo è invece bianco.
Vive in piccoli gruppi (meno di dieci individui, cuccioli compresi) guidati da una femmina dominante e comprendenti più maschi con essa non imparentati. Si nutre di frutta ed insetti.